# Francesca Cipriani
Francesca Cipriani D'Altorio (Popoli, 3 luglio 1984) è un personaggio televisivo italiano.

## Biografia
Cresce a Sulmona, dove ha frequentato il liceo cittadino "Giambattista Vico". I suoi esordi nel mondo televisivo italiano risalgono al 2005, quando debuttò come conduttrice e inviata del telegiornale di Onda TV, emittente locale della Valle Peligna.
Nel 2006 acquisisce notorietà partecipando come concorrente alla sesta edizione del reality show Grande Fratello. Tra il 2006 e il 2007 è stata conduttrice della rubrica settimanale Show Television di Sky, mentre l'anno seguente ha preso parte a programmi satirici in onda su Sky Show e Comedy Central. Nel 2008 è stata co-conduttrice di Qui studio a voi stadio, programma sportivo dell'emittente locale Telelombardia, quindi ha partecipato al film per la televisione di Canale 5 Finalmente a casa, alla sitcom di Rai 2 Piloti e alla sitcom di Italia 1 Medici miei.
Nell'autunno 2009 ha preso parte come inviata al programma di Canale 5 Domenica Cinque di Barbara D'Urso. Nella primavera 2010, poco dopo aver debuttato nel cinema col film Un neomelodico presidente, ha vinto in coppia con Federico Bianco il reality show di Italia 1 La pupa e il secchione - Il ritorno; nell'autunno 2010 ha poi preso parte, insieme alle altre concorrenti del succitato reality, al programma comico Colorado sempre della stessa emittente.
Sempre su Italia 1, nella prima metà del 2011 ha affiancato Enrico Papi nella conduzione del game show Trasformat; nel dicembre dello stesso anno passa a Canale 5 e partecipa come inviata, coadiuvata da Marco Ceriani, al programma Kalispéra! di Alfonso Signorini. Sullo stesso canale, nel 2014 è tra le inviate di Mattino Cinque, mentre tra il 2015 e il 2016 è tra gli ospiti fissi del Grand Hotel Chiambretti di Piero Chiambretti. Nella stagione televisiva 2017-2018 torna nel cast di Colorado, stavolta come spalla comica; nel 2018 è tra i concorrenti della tredicesima edizione del reality show L'isola dei famosi, su Canale 5, dove si classifica al quarto posto finale. Dal 2020 è nel cast de La pupa e il secchione e viceversa, affiancando alla conduzione dapprima Paolo Ruffini nella terza e poi Andrea Pucci nella quarta edizione. Nel 2021 partecipa come concorrente al reality show Grande Fratello VIP su Canale 5, ritirandosi in corso d'opera.
Ha realizzato tre calendari sexy, il primo nel 2007 per Show Television, il secondo nel 2010 per il programma di Italia 1 Mitici '80  e il terzo nel 2015 per la rivista Eva Tremila.

### Vita privata
È legata dal 2021 ad Alessandro Rossi, un imprenditore edile di Cesenatico; la coppia si è sposata a Roma nel dicembre 2022.

## Filmografia
- Finalmente a casa, regia di Gianfrancesco Lazotti – film TV (2008)
- Piloti – serie TV (2008)
- Medici miei – serie TV (2008)
- Un neomelodico presidente, regia di Alfonso Ciccarelli (2010)
- Fratelli Benvenuti – serie TV (2010)

## Programmi TV
- Grande Fratello (2006)
- Show Television (2006-2007)
- TG Show (2007)
- Quasi TG (2007)
- Qui studio a voi stadio (2008)
- Domenica Cinque (2009)
- La pupa e il secchione - Il ritorno (2010)
- Colorado (2010-2019)
- Trasformat (2011)
- Kalispéra! (2011)
- Mattino Cinque (2014)
- Pomeriggio Cinque (2014-2022)
- Caduta libera (2015-2019)
- Grand Hotel Chiambretti (2015-2016)
- Domenica Live (2017-2021)
- L'isola dei famosi (2018-2019)
- La pupa e il secchione e viceversa (2020-2021)
- Grande Fratello VIP (2021)
- Avanti un altro! Pure di sera (2022)

## Videoclip
- Il bagnino Gino di Marco Milano (2013)
- Milonga nueva di Alex Di Maggio feat. Francesca Cipriani (2015)
- Ncopp'a na stella di Antonio Ambrosino (2015)
- Spaghetti a colazione di Dr. Lemme (2017)

## Discografia

### Singoli
- 2015 – Milonga nueva (Alex Di Maggio feat. Francesca Cipriani)
- 2022 – SKIT - STRIX (IL BAGNO DELLE DONNE)  (Myss Keta feat. Francesca Cipriani)